# Orchesia undulata
Orchesia undulata is een keversoort uit de familie zwamspartelkevers (Melandryidae). De wetenschappelijke naam van de soort werd in 1853 gepubliceerd door Ernst Gustav Kraatz.